# 栗田美術館

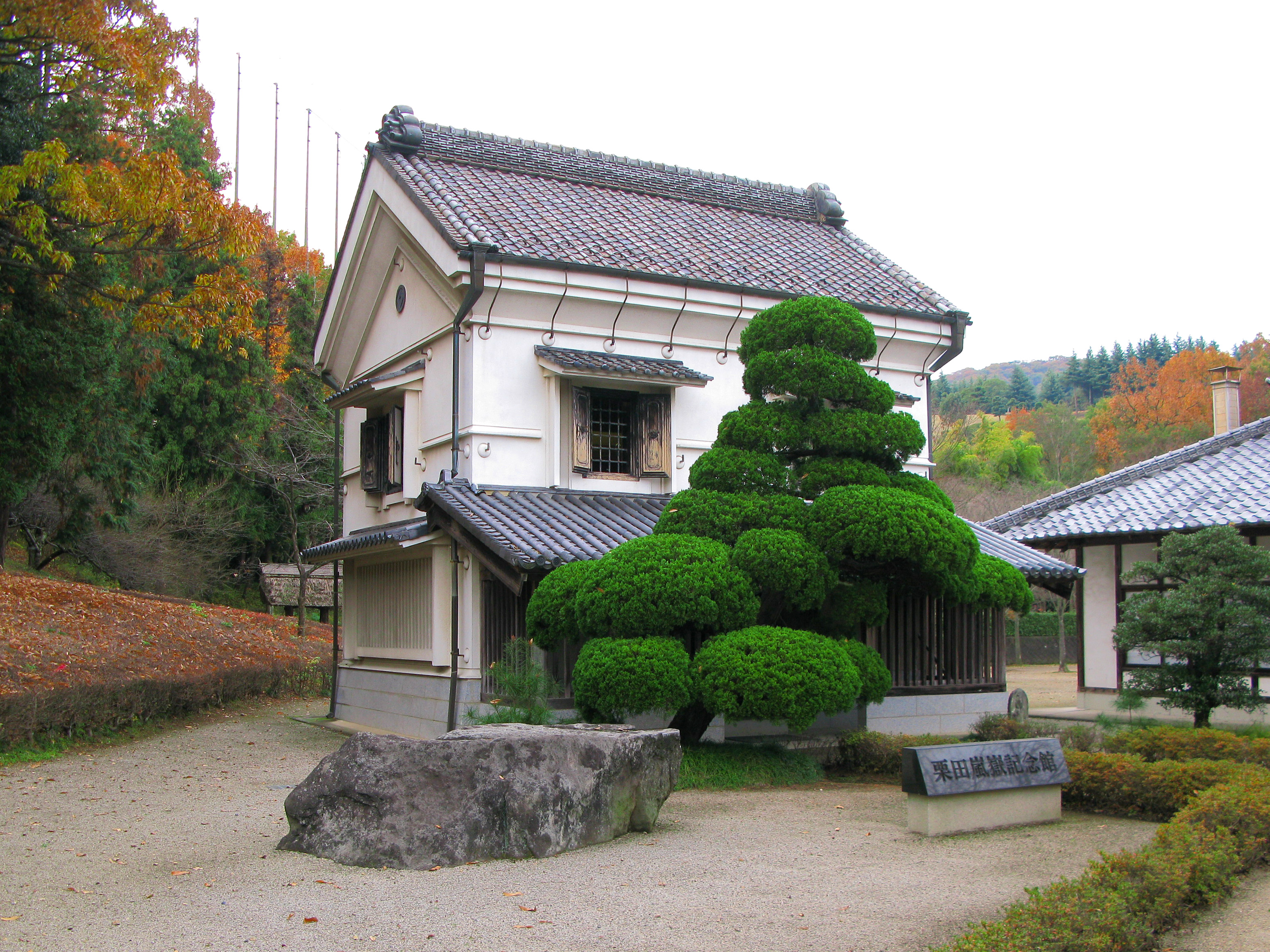
栗田嵐嶽記念館

栗田美術館（くりたびじゅつかん）は、栃木県足利市駒場町にある伊万里焼、鍋島焼の磁器を専門とする美術館。栃木県の登録博物館。足利三名所の一つ。本館建物は第18回BCS賞を受賞。運営は、一般財団法人栗田美術館。

## 概要
陶磁器専門の美術館は全国各地にあるが、栗田美術館は伊万里焼（栗田美術館では「伊萬里」と表記している）および鍋島焼の磁器のみ1万点あまりを収蔵する。創立者である栗田英男（栗田政治経済研究所所長として著名）の意思で収集対象をこの2分野に絞っているが、世界的に見ても有数の陶磁コレクションである。
近世初期、朝鮮半島や中国の陶磁の影響を受けて創始された有田の磁器は、伊万里の港から積み出されたことから「伊万里焼」の名で知られた（「有田焼#「有田焼」と「伊万里焼」」参照）。日本国内だけでなく、ヨーロッパの王侯貴族にも愛好された。色絵磁器、染付（白地に青一色で文様を表したものをこう呼びならわす）など、様々な器種や技法の名品がある。一方、同じ肥前国（現・佐賀県）に生まれた鍋島焼は、鍋島藩の御用窯として藩主の使用品や他藩への献上用などの極上品のみを焼いた窯で、製品の大部分は絵皿であり、そのバラエティに富んだデザインと完璧な絵付に特色がある。栗田はこれら肥前の磁器を、世界陶芸史上、最高の芸術品であると絶賛し、事業のかたわら、1996年（平成8年）に没するまでの約半世紀間、驚異的なまでの情熱を傾けてこれらの磁器を収集し、また自ら研究した。美術館ははじめ東京都中央区日本橋の自宅を改築して1968年（昭和43年）10月に開館し、1974年（昭和49年）4月より一般公開が行なわれた後、1975年（昭和50年）11月に足利本館が開館している。1993年（平成5年）には足利市本城にある栗田の私邸も財団法人栗田美術館に寄贈され、栗田英男記念館となっていたが、2005年（平成17年）12月29日、収蔵品は栗田美術館に移転され、栗田英男記念館は閉館した。
足利学校で知られる足利市の東の端、富田地区にあるこの美術館は、3万坪といわれる広大な敷地に、大小30あまりの施設が建つ。本館のほか、大手門、世界陶磁館、歴史館、資料館、阿蘭陀館（ミュージアムショップ）、栗田山荘（食事処）、陶磁会館（企画展示室）、無名陶工祈念聖堂、栗田嵐嶽記念館、陶磁研究所（工房）などである。広大な庭園や展示室の設計、磁器の飾り付けまで、全て栗田本人が手がけたという。なお、栗田嵐嶽記念館は、栗田英男の実弟で、生前には1点の作品も公表しなかった孤高の芸術家である嵐嶽の絵画などを展示している。
フレディ・マーキュリーが1986年9月、お忍び来日時に参観した。フレディの人生を描いた映画『ボヘミアン・ラプソディ』公開を機に、若い参観者が増えている。 

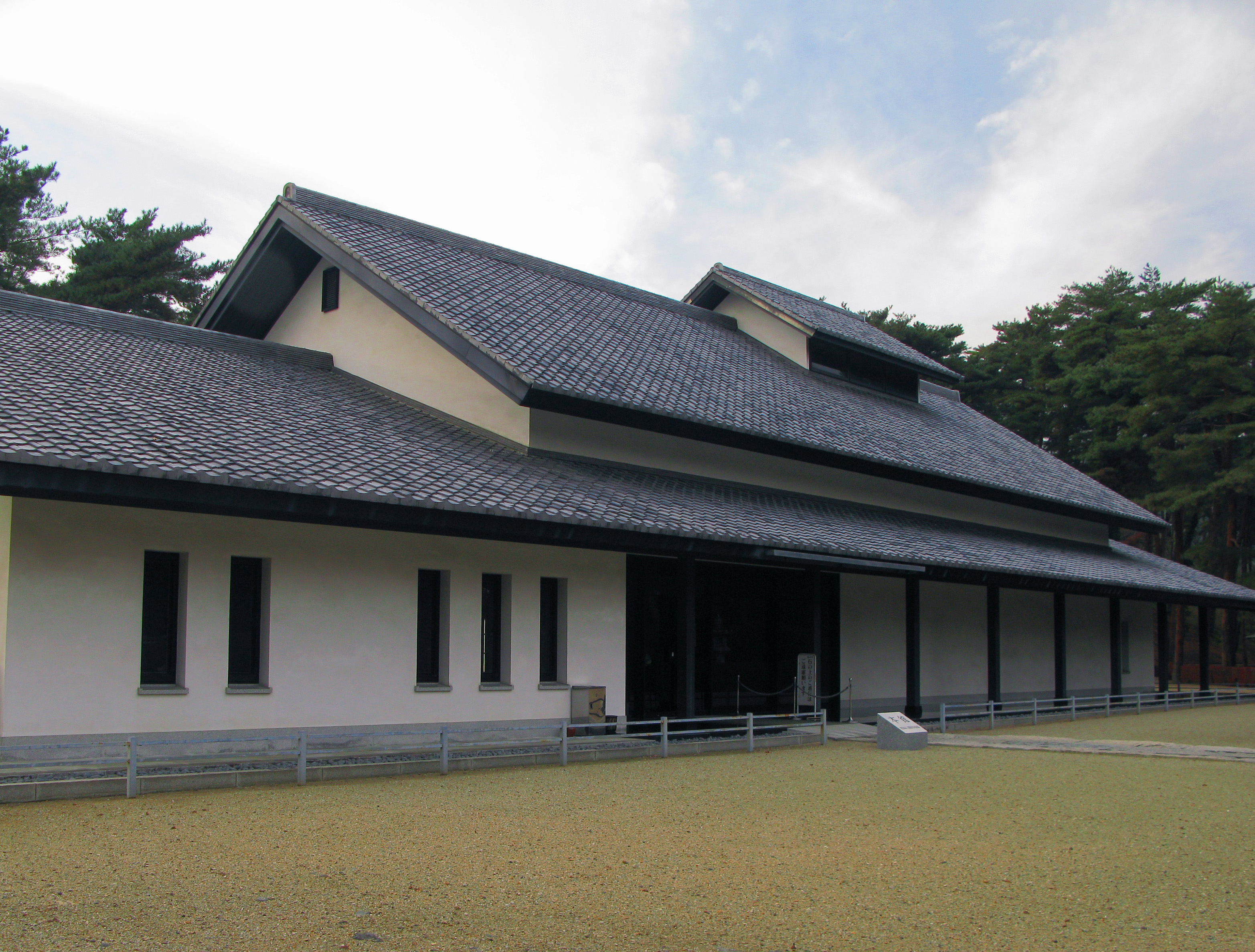
本館
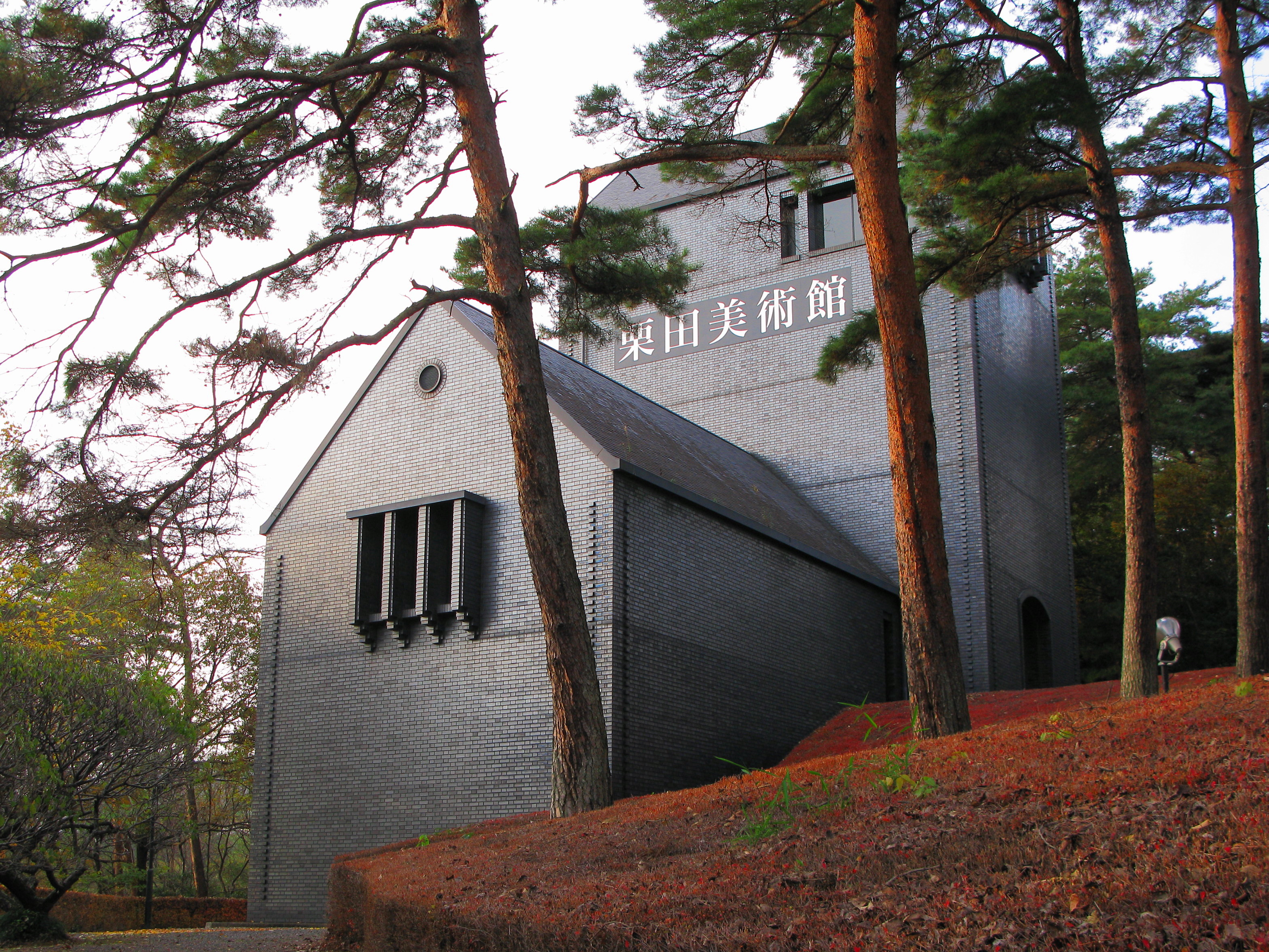
歴史館
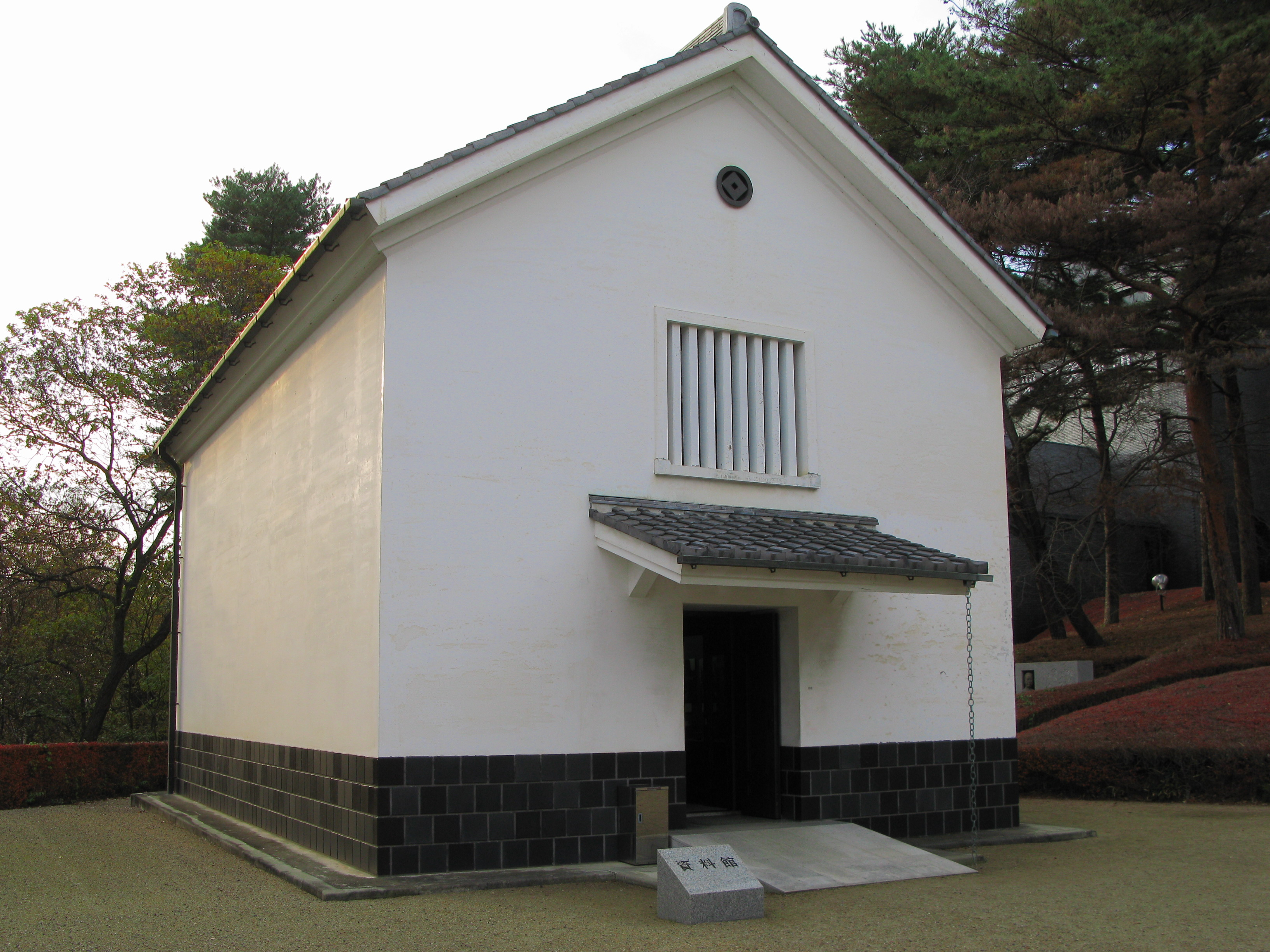
資料館
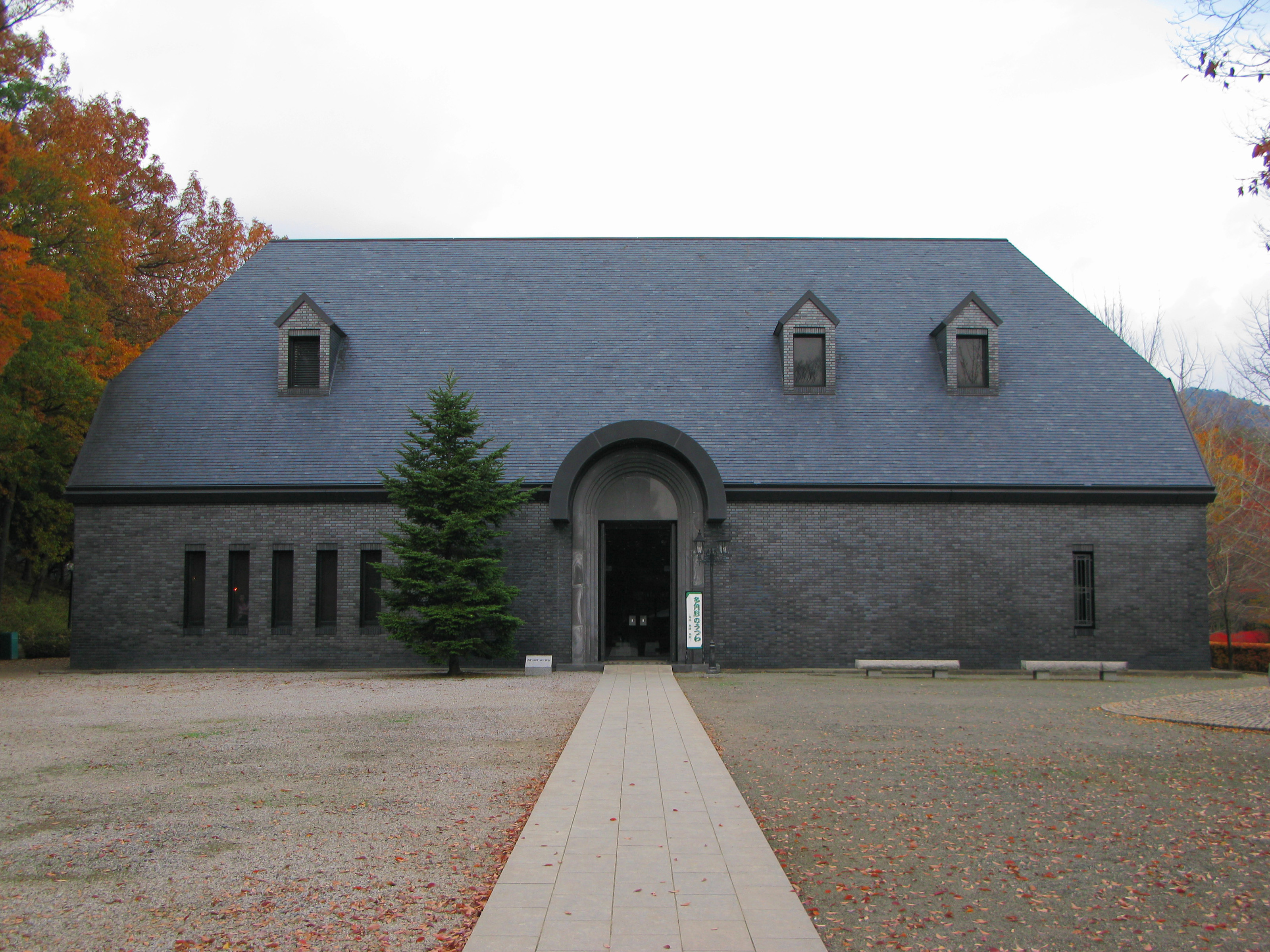
陶磁会館
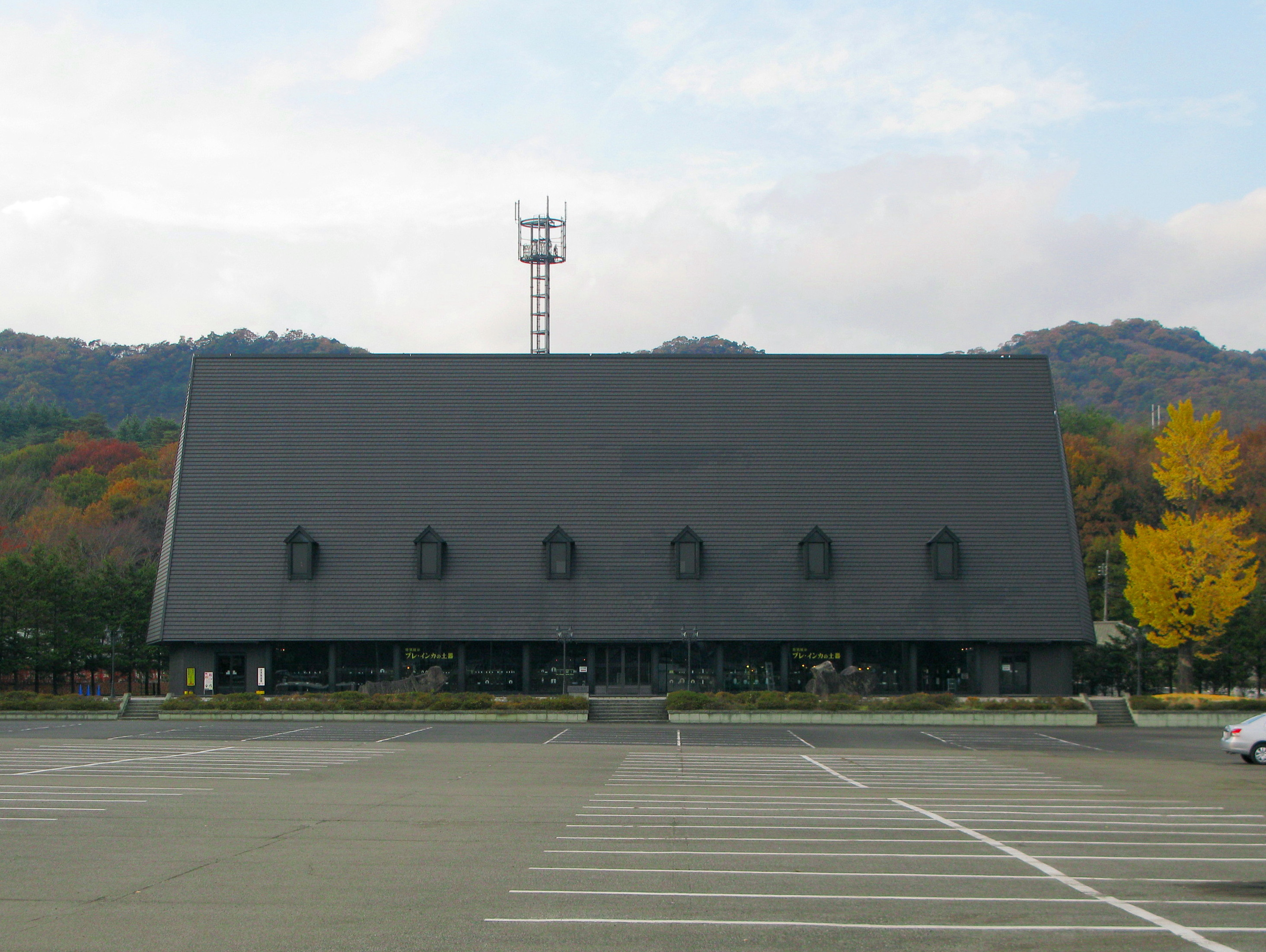
世界陶磁館
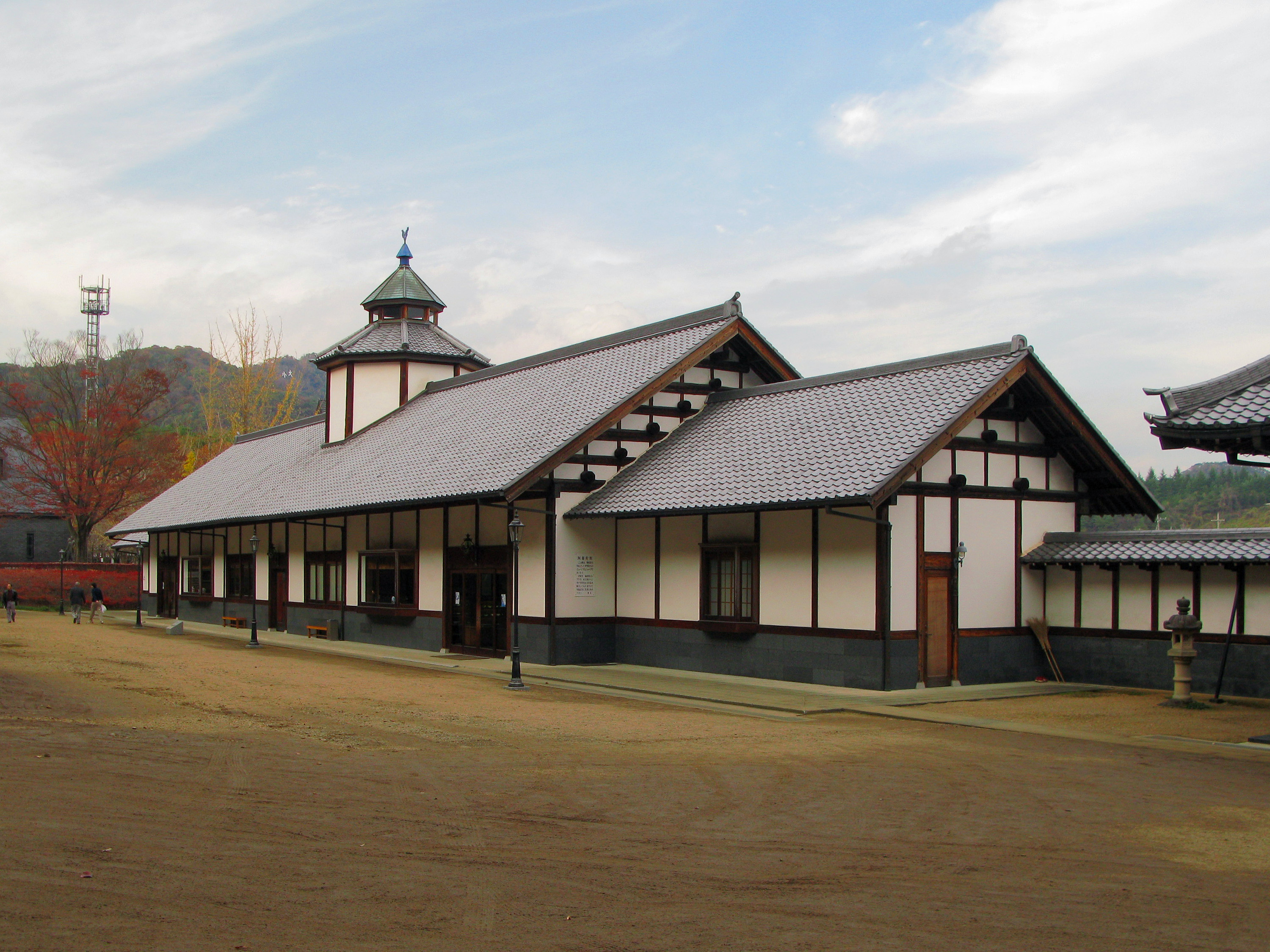
阿蘭陀館
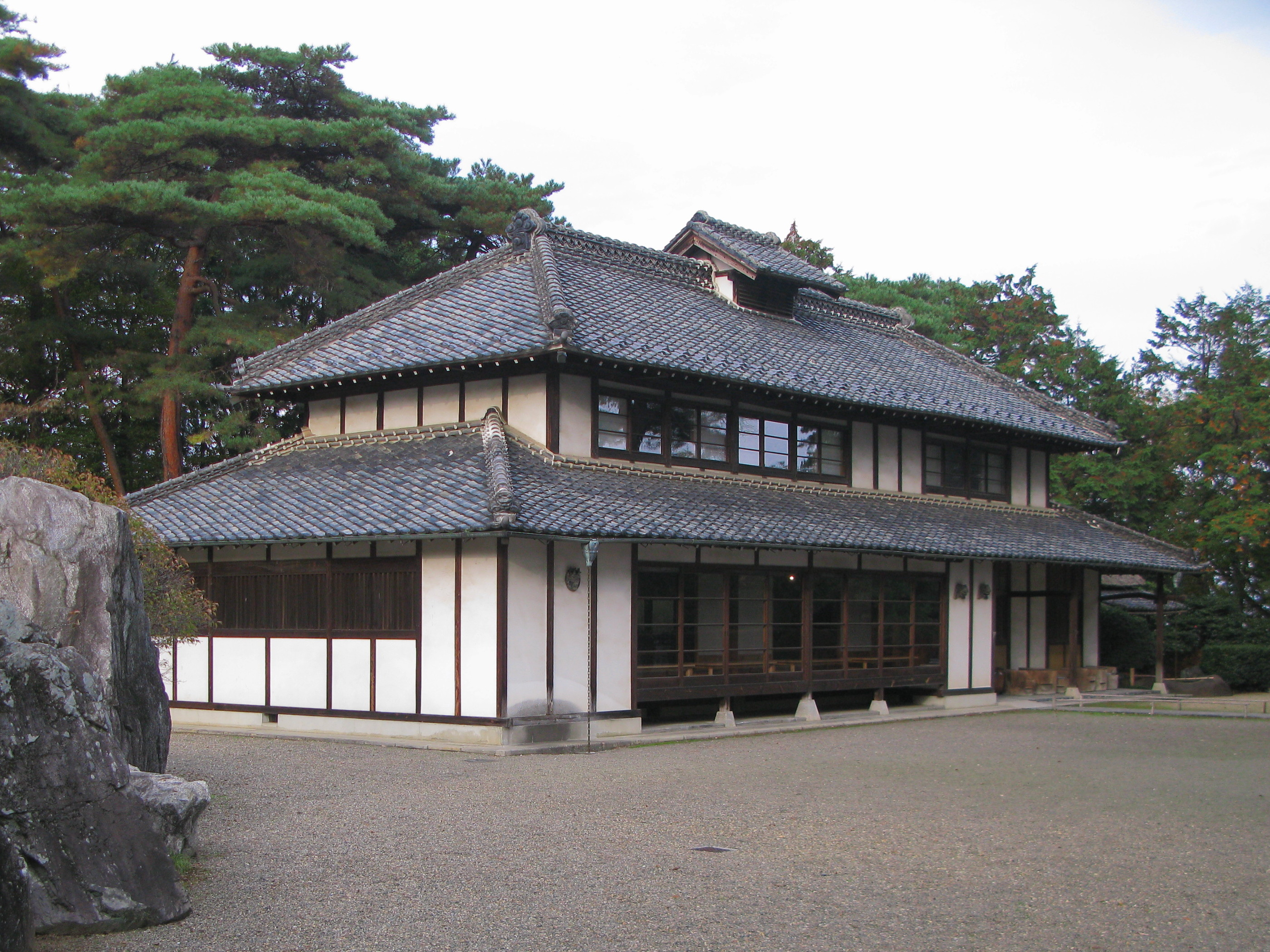
栗田山荘

## 主な収蔵品
（陶磁器に関しては、数多い作品の中から「名品」を選択することが困難なため、重要文化財指定の1点を挙げるにとどめる。）
- 鍋島色絵岩牡丹植木鉢文大皿（重要文化財）－鍋島焼の中でも、「尺皿」と呼ばれる径一尺（約30cm）の大皿の遺品は稀少である[11]。この作品は鍋島尺皿の中でも一際格調の高い名品である。重要文化財指定名称は「鍋島色絵岩牡丹文大皿」[12]

## 現地情報

### アクセス
- JR両毛線 富田駅から徒歩10分・あしかがフラワーパーク駅から徒歩8分、もしくは東武伊勢崎線足利市駅からタクシーで15分[13]
- 東北自動車道佐野藤岡ICより約15分 大駐車場完備（普通車350台）[13]

### 観覧
- 開館時間： 9時30分 - 17時
- 休館日： 月曜日（但し、祝日の場合は翌日）、年末年始（12月28日～1月2日）
- 入館料： 一般1,250円、小中高生500円（各種割引制度あり）
  - 創立者の生誕日に当たる12月20日は無料開放が実施される[14]。また、夏休み期間（7月21日頃-8月31日）は小・中学生に限り無料開放が実施される[15]。なお、休館日や開館時間は変更される場合がある。

## 出版物
- 『栗田コレクション軌跡と展開』栗田美術館、1990年。